# Всесвітня Хартія природи
Всесвітня Хартія природи — міжнародний декларативний документ, прийнятий і урочисто схвалений Генеральною Асамблеєю Організації Об'єднаних Націй 28 жовтня 1982 року. Вона проголошує 5 «загальних принципів збереження природи, відповідно до яких повинна бути направлена та оцінена будь-яка діяльність людини, що стосується природи»:
1. Природу потрібно поважати та не порушувати її основні процеси.
2. Генетична основа життя не повинна бути в небезпеці; рівні популяції життя всіх життєвих форм, диких і домашніх, повинні бути принаймні збережені на рівні, необхідному для виживання, потрібні для цього середовища існування потрібно охороняти.
3. Ці принципи охорони природи застосовуються для всіх частин земної поверхні, суші та моря; особливий захист повинен бути наданий унікальним районам, типовим представникам усіх видів екосистем і середовищам існування всіх рідкісних видів або видів, що зникають.
4. Екосистеми та організми, а також земні, морські й повітряні ресурси, що використовуються людиною, повинні управлятися таким чином, щоб можна було забезпечити й зберегти їхню оптимальну продуктивність, але без втрат для цілісності тих екосистем або видів, з якими вони існують.
5. Природа повинна бути захищена від деградації, спричиненої війною чи іншими ворожими діями.[1]

Сто одинадцять членів проголосувало «за», 1 проти (США), 18 утрималися.